# Panton Bayam
Panton Bayam is een bestuurslaag in het regentschap Nagan Raya van de provincie Atjeh, Indonesië. Panton Bayam telt 304 inwoners (volkstelling 2010).